# 顧寰
顧寰（1503年—1581年），字君錫，河南行省揚州路江都縣（今江蘇省揚州市）人，明朝軍事將領。顧成之侄昆孫、顧統之侄來孫、顧興祖之侄玄孫、顧溥之孫、顧仕隆之子，繼承鎮遠侯爵位。

## 生平
顧寰早年為南京守備，奉詔讞獄，多所平反。后改為漕運總兵官。次年，因慈孝獻皇后梓宮赴承天府，漕舟以避梓宮後期者。但是因江南北多災害，於是請被災地停漕一年，使得軍民都方便，后又上書漕政七事，並施行。后因謠言被給事中王交彈劾，之後檢查后不屬實，再次出任鎮守淮安，后改鎮守兩廣。
死后，由弟弟顾宇子顾承光袭爵。

## 家室
嫡妻林氏 德清公主女